# László Bulcsú
László Bulcsú (ur. 9 października 1922 w Čakovcu, zm. 4 stycznia 2016 w Čabraji) – chorwacki językoznawca, poliglota i informatolog.
Studiował elektrotechnikę w Budapeszcie. Dyplom z dziedziny slawistyki uzyskał w 1952 r. na Uniwersytecie Zagrzebskim. W 1955 r. został zatrudniony na tamtejszym Wydziale Filozoficznym, gdzie wykładał slawistykę, rusycystykę, językoznawstwo ogólne, informatologię i językoznawstwo algebraiczne. W okresie 1964–1970 nauczał na uczelniach w Stanach Zjednoczonych. Doktoryzował się w 1986 roku.
Zajmował się językoznawstwem matematycznym, był jednym z pionierów przekładu maszynowego. Zajmował się także badaniem i interpretacją tekstów klinowych.
Przejawiał silne dążności preskryptywistyczne i purystyczne. Bywa porównywany do Bogoslava Šulka. Angażował się w tworzenie purystycznej terminologii informatycznej.

## Wybrana twórczość
- An information science approach to Slavic accentology (1986)
- Broj u jeziku (1990)
- Obrada jezika i prikaz znanja (1993)
- Tvorbeni pravopis (1994)
- I tako se kola kretoše koturati nizbrdo (2001)
- Iz glasoslovlja opće međimurštine (2002)
- Hrvatski ili hrvacki pravopis? (2004)
- Tuđinština u jeziku hrvatskomu (2004)